# Ptychopseustis calamochroa
Ptychopseustis calamochroa là một loài bướm đêm trong họ Crambidae.